# 高氏柴胡
高氏柴胡（学名：Bupleurum kaoi）为伞形科柴胡属下的一个种。

## 扩展阅读
- 維基物種上的相關：高氏柴胡